# Truth (musikalbum av Beborn Beton)
Truth är ett musikalbum i synthpop-genren med den tyska gruppen Beborn Beton. Skivan gavs ut 1997 med skivmärket Strange Ways och var deras fjärde fullängdsskiva.

## Låtlista
| Nr  | Titel                         | Längd | Notering                 |
| --- | ----------------------------- | ----- | ------------------------ |
| 1.  | Spawn                         | 4:14  |                          |
| 2.  | Another world                 | 4:27  | Även som remixad singel. |
| 3.  | Conspiracy                    | 4:45  |                          |
| 4.  | Deeper than the usual feeling | 4:42  |                          |
| 5.  | Eisplanet                     | 5:16  |                          |
| 6.  | Angel One                     | 5:29  |                          |
| 7.  | Newborn king                  | 4:02  |                          |
| 8.  | Bittersweet                   | 4:23  |                          |
| 9.  | Games of fools                | 4:28  |                          |
| 10. | Stranger                      | 5:02  |                          |
| 11. | Deeper (Repris)               | 2:29  |                          |

## Medverkande
- Stefan "Till" Tillmann, kompositör, synthesizer, trummor
- Michael B. Wagner, kompositör, synthesizer, hemsida
- Stefan Netschio, textförfattare, sång